# Gaja (mitologia)
Gaja (gr. Γαῖα Gaía, Gḗ ‘Ziemia’, łac. Tellus, Terra) – w mitologii greckiej Ziemia-Matka.

## Mitologia
Wyłoniła się z Chaosu, tak więc była jednym z najstarszych bóstw (Protogenoi), uosabiała płodność i macierzyństwo. Sama z siebie zrodziła Góry (Ourosi), z miłości jej i Eteru rodzi się Morze (Pontos). W każdym okresie mitologii jest ona obecna w przeróżnych postaciach, szczególnie u pradziejów, gdy u boku swego syna, a jednocześnie męża, Uranosa, panuje nad światem i rodzi kolejnych bogów.
Najpierw związała się z Pontosem, ze związku tego narodziły się pierwsze bóstwa morskie, są to Pontoidzi: Nereus, Forkos i Taumas oraz Pontoidki: Eurybia i Keto.
Później stała się małżonką innego swego rodzonego syna, Uranosa. Z tego z kolei związku narodzili się: najpierw hekatonchejrowie, czyli sturęcy, następnie cyklopi, a w końcu tytani. Uranos obawiając się siły i potęgi swego potomstwa strąca cyklopów i sturękich do Tartaru. Gaja nie chcąc, by ich los podzielili również tytani, namawiała ich, by podnieśli bunt przeciw ojcu, jednak ci obawiali się jego gniewu. Wyróżniał się jedynie najmłodszy, Kronos, który stał się przywódcą buntu. Nie przystąpił do niego natomiast najstarszy, Okeanos. Gdy Uranos zesłał nocną porę, by zaznać miłości z Matką-Ziemią, wówczas wszyscy bracia i siostry rzucili się na ojca, a Kronos odciął mu genitalia i wyrzucił za siebie. Poleciały one ponad lądami, a ze spadających kropel krwi Gaja urodziła boginie zemsty Erynie oraz nimfy Meliady. Następnie z kropli nasienia z urwanych genitaliów, Gaja urodziła potężne plemię gigantów. Władzę objął syn Gai, przywódca buntu, Kronos.
Kronos połknął każde ze swych nowo narodzonych dzieci, więc jego małżonka Rea poprosiła swych rodziców, Uranosa i Gaję, by ci pomogli jej ukryć najmłodsze dziecko, przyszłego króla bogów i bóstw, Zeusa. Pomogli jej, jednak Gaja, widząc jak później Zeus potraktował tytanów strącając ich do Tartaru, najpierw wraz z Uranosem wróży mu utratę tronu z rąk swego syna, zrodzonego z małżonki Metis, a następnie wystąpiła przeciwko królowi bogów i urodziła gigantów, którzy mieli obalić bogów olimpijskich. Jej plan jednak się nie udał, a giganci zostali wybici. W końcu Gaja złączyła się w miłości z czarną otchłanią podziemia, Tartarem i urodziła najpotężniejszego potwora wszech czasów, Tyfona. Tylko Zeus był mu w stanie sprostać i po ciężkich walkach pokonał go.